# Krzysztof Jakubowski (fotograf)
Krzysztof Jakubowski (ur. w 1946 w Bydgoszczy) – polski artysta fotograf, uhonorowany tytułem Artiste FIAP (AFIAP). Członek Okręgu Gdańskiego Związku Polskich Artystów Fotografików. Członek honorowy Gdańskiego Towarzystwa Fotograficznego.

## Życiorys
Krzysztof Jakubowski mieszka i pracuje w Gdańsku. W 1965 roku był autorem swojej pierwszej indywidualnej wystawy fotograficznej, w tym czasie był uczniem Państwowego Liceum Technik Plastycznych w Gdyni Orłowie. W latach 1970–1980 był instruktorem ds. fotografii, komisarzem i kuratorem wystaw fotograficznych, organizatorem, współorganizatorem plenerów i konkursów fotograficznych w Wojewódzkim Ośrodku Kultury w Gdańsku.
W 1975 roku został przyjęty w poczet członków Związku Polskich Artystów Fotografików (legitymacja nr 432). W latach 80. XX wieku – przez dwie kadencje pełnił funkcję prezesa Okręgu Gdańskiego ZPAF. Jest członkiem Okręgowej Komisji Artystycznej ZPAF. W latach 1990–2006 był wykładowcą fotografii artystycznej w Zespole Szkół Plastycznych w Gdyni Orłowie. Był wykładowcą w Studium Fotografii Artystycznej w Gdańsku. Był wieloletnim komisarzem i członkiem jury Ogólnopolskiego Konkursu Fotograficznego Szkół Plastycznych „Twórczość Młodych”. Jest członkiem jury w innych konkursach fotograficznych.
Szczególne miejsce w twórczości Krzysztofa Jakubowskiego zajmuje fotografia dokumentalna i reportażowa. Cześć swoich prac wykonuje w dawnej technice gumy arabskiej. W latach wcześniejszych zajmował się fotomontażem i plakatem. W 2012 roku został stypendystą Marszałka Województwa Pomorskiego. Wspólnie z żoną Anną Jakubowską jest współautorem albumu fotograficznego „Pomorskie Cmentarze”, wydanego w 2012 roku.
Jest autorem i współautorem wielu wystaw fotograficznych; indywidualnych, zbiorowych, poplenerowych, pokonkursowych. Brał aktywny udział w Międzynarodowych Salonach Fotograficznych, organizowanych pod patronatem FIAP, zdobywając wiele medali, nagród, wyróżnień, dyplomów, listów gratulacyjnych. Pokłosiem udziału w ww. Międzynarodowych Salonach Fotograficznych było przyznanie Krzysztofowi Jakubowskiemu (w 1980 roku) tytułu honorowego Artiste FIAP (AFIAP), nadanego przez FIAP (Międzynarodową Federację Sztuki Fotograficznej, z siedzibą w Luksemburgu).

## Odznaczenia
- Złoty Krzyż Zasługi
- Brązowy Krzyż Zasługi (dwukrotnie)
- Odznaka „Zasłużony Działacz Kultury”
- Odznaka Zasłużony dla Gdańska i Województwa

Źródło